# Complejo Mycobacterium tuberculosis
Bacilos de Koch o Complejo Mycobacterium tuberculosis (MTCB) es la denominación dada a un grupo (taxón) de micobacterias,  conformado por cuatro especies:
- Mycobacterium tuberculosis: El agente más importante y frecuente de enfermedad en seres humanos.
- Mycobacterium bovis: Bacilo tuberculosis bovino que en forma características es resistente a pirazinamida. Causa tuberculosis transmitida por leche no pasteurizada.
- Mycobacterium africanum: Aislados en casos en África oriental, central y occidental.
- Mycobacterium microti: Poco virulento y rara vez encontrado.

Existen otras especies de la misma familia Mycobacterium que no están contemplados en este complejo pero que pueden ser de relevancia como:
- Mycobacterium caprae: Relacionado con M. bovis.
- Mycobacterium pinnipedii: Afecta focas y leones marinos en el hemisferio sur. En fechas recientes se ha aislado en seres humanos.
- Mycobacterium canetti: Rara vez aislado.

A veces se considera dentro de este grupo al bacilo de Calmette y Guérin (BCG), microorganismo a partir del cual se elabora la vacuna BCG o antituberculosa.
Clínicamente son indiferenciables, cualquier organismo del MTBC es causante de la tuberculosis. 
El complejo Mycobacterium tuberculosis (MTBC), a pesar de su diversidad extremadamente baja, muestra importantes diferencias biológicas entre cepas y linajes filogenéticos. 
Un análisis de componentes principales (PCA) con los perfiles de expresión génica de muestras representativas de la diversidad global de MTBC (de los 6 linajes representativos) informó de que muestras pertenecientes al mismo linaje filogenético se encuentran agrupados estrechamente en el PCA. Los datos obtenidos con este método junto con los datos obtenidos en un análisis de genes diferencialmente expresados filogenéticamente (PDEG) sugiere que MAF (Mycobacterium africanum) y MTB (Mycobacterium tuberculosis) se separaron de un ancestro común, con una distancia genética relativamente corta (31% de varianza) , pero muchos genes cambiaron su expresión. 

## Filogenética
A medida que el MTBC divergió en los diferentes linajes, la expresión de genes patógenos clave y metabólicos también lo hizo, como resultado de mutaciones que introducen nuevas cajas TANNNT Pribnow y mutaciones que deterioran la función de los represores transcripcionales. Esto proporciona una evidencia clara de que los linajes de MTBC probablemente reflejan la adaptación a diferentes poblaciones humanas. De hecho la modificación de la expresión génica podría ser un mecanismo rápido para la adaptación fisiológica a un nuevo entorno sin la necesidad de cambiar sustancialmente el genoma. 
Esto lo podemos ver reflejado en que los diferentes clados MTBC tienen su propia firma transcriptómica. Incluso las mutaciones de un solo punto pueden cambiar totalmente el perfil transcripcional de una cepa. Un ejemplo es la cepa N1177, que lleva una sola mutación en el gen rpoB que confiere resistencia a la rifampicina que modificó los niveles de transcripción de múltiples genes.
El papel de la metilación es más esquivo, el patrón de inactivación de mutaciones parece confirmar que las metilasas no se conservan en todo el MTBC. La adaptación transcripcional puede permitir que los aislados de M. tuberculosis optimicen su infectividad y transmisión en entornos sutilmente diferentes proporcionados por diferentes poblaciones de acogida humanas.